# Aéroport de Cannes - Mandelieu
L'aéroport de Cannes - Mandelieu est un aéroport du département des Alpes-Maritimes. Son emprise est située sur le territoire des villes de Cannes et de Mandelieu-la-Napoule.

## Historique
Les premiers vols dans la vallée de la Siagne remontent aux années 1905,.
En 1908 est fondé un aéro-club, en lien avec l'automobile club, mais faute d'aérodrome, il n'aura pas de réelle action avant 1928. Le 26 janvier 1932, il fusionne avec l'Aéroclub de Cannes et le Club d'aviation de Cannes, devenant l'Aéroclub de Cannes, présidé par le colonel Antonin Jules Chapelet, installant son siège social au Carlton sur la Croisette et se dotant d'un organe de diffusion : la revue Ailes d'Azur.

### Ferdinand Bret
C'est le commandant Ferdinand Bret, président de la commission municipale de l'aéronautique, sous l'autorité du maire André Capron, qui lance l'idée de la création d'un aérodrome à Cannes en 1928.
Le choix se porte sur un espace dégagé au sud-est de la butte de Saint-Cassien entre la route nationale 7 et le chemin de fer, comportant un plan d'eau pour les hydravions, alimenté par la Siagne.
Le 5 juin 1930 la Chambre de commerce et d'industrie de Nice-Côte d'Azur appuie fortement la réalisation d'un aéroport à Cannes.
Le 1er octobre 1930 le conseil départemental des Alpes-Maritimes réclame également la création d'un aéroport à Cannes conformément à l'avis du ministère de l'Air.
En janvier 1931, en l'absence de réponse favorable du ministère pour aider au financement, deux pilotes "as" de la guerre de 1914-1918 : Hippolyte Parent et Paul Tarascon, encouragés par les clubs d'aviation, précipitent le mouvement en faisant aménager eux-mêmes un terrain d'atterrissage sur l’emplacement choisi par le conseil municipal au lieu de Saint-Cassien, en louant des terrains avec promesse de vente.

### Jean Ossola
En mai 1931, le conseil municipal, réclamant encore avec insistance l'aide de l'État, et avec l'appui de Jean Ossola, député de Grasse et ancien sous-secrétaire d'État, lance la première compagnie aérienne au départ de Cannes vers Paris et Londres : la STAR (Société de Transport Aérien Rapide).

### André Auniac

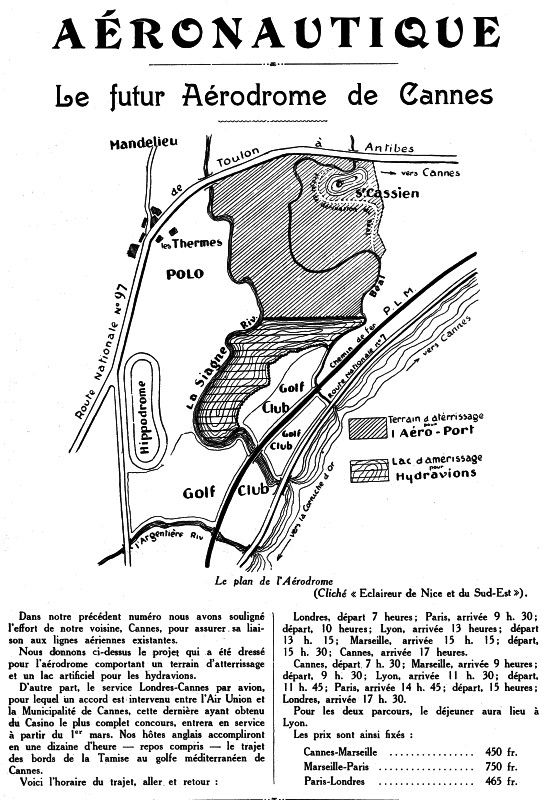
Plan du projet d'aérodrome de Cannes, l’Éclaireur de Nice et du Sud-Est, 14 janvier 1928.

Les deux initiateurs de l'aérodrome sont rapidement confrontés à des difficultés financières, la ville de Cannes ne tenant pas ses promesses de rembourser la somme de 300 000 Francs pour les travaux engagés sur le terrain. Parent voulant se retirer, traite à l'insu de son associé avec André Auniac, agent immobilier à Cannes et chargé d'affaires du banquier anglais Benjamin Guinness. C'est lui qui va poursuivre les négociations avec la ville de Cannes.

### Société de l'aéroport de Cannes-Côte d'Azur
Ce n'est qu'en juin 1931 que Pierre Nouveau, conseiller général, et M. Duval, inspecteur général du service des bases au ministère de l'Air font visiter l'aérodrome, les vols réguliers de la STAR et les services rendus, à des personnalités départementales, sous la conduite de MM. Chauve, ingénieur en chef du Département, Bozano, ingénieur de l'arrondissement, Eynard, ingénieur des Ponts, leur expliquant que c'est le seul endroit possible du département à l'ouest du Var. Il est entendu qu'une visite officielle de tous les membres du conseil général, paraissant ignorer l'existence d'une telle installation, soit organisée afin d’entériner la juste renommée de cet aéroport servant les intérêts de toute la Côte d'Azur,.
Le 17 juillet, le maire de Cannes rend compte de ses pourparlers au Conseil municipal.
Le 30 août 1931, André Auniac crée la société anonyme de l'aéroport de Cannes-Côte d'Azur au capital de 1 500 000 Francs en 15 000 actions de 100 Francs avec un conseil d'administration comptant notamment le banquier cannois Sauvan et l'industriel Étienne Romano. Il en est élu président. La société est devenue propriétaire de 25 ha et en loue 15.
Le 15 octobre 1931, la municipalité décide d'acquérir 74 ha destinés à fournir l'assiette de l'aéroport, au besoin par expropriation. La décision est soumise au ministère de l'Air qui exige au moins 100 ha pour asseoir à long terme la capacité d'un tel aéroport vital pour la région. La ville accepte d'ajouter 26 ha sur la commune de Mandelieu-la-Napoule.
Le 26 avril 1932, le ministère de l'Air accorde son agrément pour la circulation aérienne avec quatre lignes d'envol de 600 à 700 m de long, deux hangars et un distributeur de carburant et lubrifiant. Depuis un moment déjà, l’aéroport accueille la compagnie Air Union.
Le 27 décembre, André Auniac engage des pourparlers avec la municipalité pour réaliser des aménagements de plus grande envergure au cours d'une séance extraordinaire du conseil municipal. La Ville décide d'acquérir une surface complémentaire de 259 567 m2 et vote un nouveau crédit d'un million de Francs. Le maire est autorisé par le conseil à signer la convention avec M. Auniac et de passer un marché de gré à gré avec la société Aéro-France pour la réalisation des travaux d'extension.
Le lendemain, 28 décembre, la convention pour une durée de 30 ans est signée avec la Société de l'aéroport.
Le dossier est alors transmis pour approbation au ministère de l'Air. Mais les négociations traînent en longueur.
Le 20 juillet 1933, le ministère fait connaître à la Ville les conditions dans lesquelles pourrait être réalisé l’aéroport :
- l'aéroport de Cannes sera un aérodrome d'État
- il aura une superficie de 130 ha
- la Ville apportera les terrains libres de toutes servitudes et charges
- l'État versera à la Ville une subvention d'un million de Francs pour l'acquisition des terrains et assumera la totalité des frais d'aménagement évalués à 9 millions.

La Ville ne va pas accepter ces conditions et, à la suite de ses observations, le ministère établit, le 21 août 1934 de nouvelles propositions :
- l'aérodrome sera communal établi avec le concours de l'État
- sa superficie sera de 50 ha
- la Ville acquerra les terrains en toute copropriété
- l'État accordera une subvention de 2 500 000 Francs pour l'exécution des travaux.

Cette formule ne donnant pas plus satisfaction à la Ville, la subvention de l'État étant trop faible pour lui permettre la réalisation de cet aéroport, une nouvelle négociation avec le ministère aboutit le 13 juillet 1935 :
- accordant une subvention de 4 millions, portée ensuite à 5 millions
- oblige l'aérodrome à avoir une surface de 100 ha, comprenant l'aérodrome existant.

En 1937, dans la foulée des nationalisations décidées par le Front populaire, il devient aéroport d'État et est géré par le Secrétariat de l'Air.
Par la suite, l'État agrandit sa superficie à 155 ha (dont 79 ha sur la commune de Cannes et 36 sur celle de Mandelieu). À cette époque, étant le seul aéroport de la Côte d'Azur, les vols d'Air France atterrissent à Cannes.

## Compagnies aériennes
Un certain nombre de compagnies aériennes régulières utiliseront l'aéroport de Cannes - Mandelieu.

### Compagnie générale transaérienne

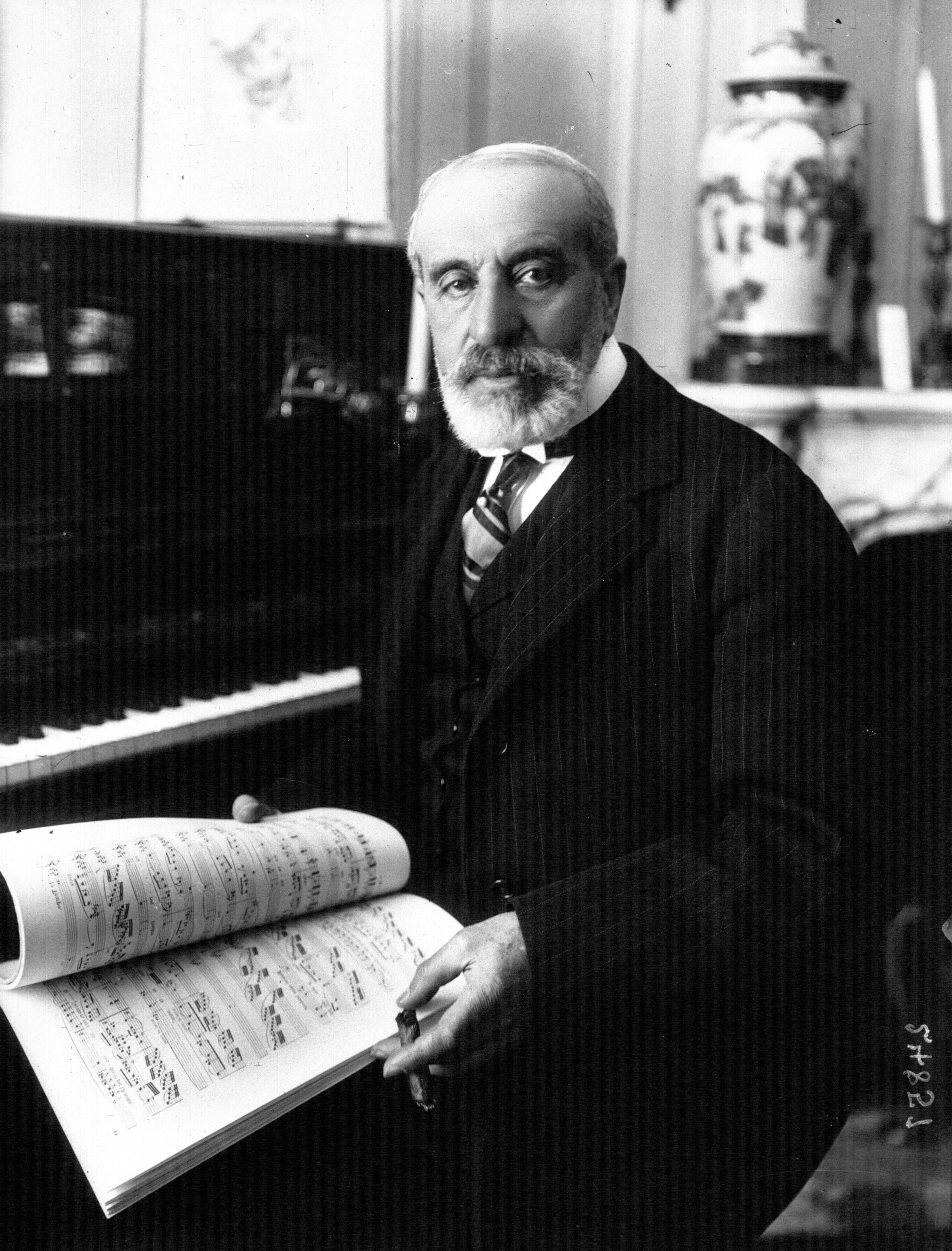
Henry Deutsch de la Meurthe en 1912.

Le 22 mars 1913, Henry Deutsch de la Meurthe crée la Compagnie générale transaérienne (CGT) avec un hydravion Astra CM assurant une liaison aérienne régulière entre Cannes et Nice. Dès le 29 mars, elle est prolongée jusqu'à Monte-Carlo.

### Air Union
Air Union est une compagnie aérienne fondée le 1er janvier 1923 à partir de la fusion de la Compagnie des messageries aériennes et la Compagnie des grands express aériens. Elle commence par desservir une ligne nord-sud de Londres à Marseille via Paris.
À la fin de 1926, elle absorbe l'Aéronavale, une compagnie desservant l'Afrique du Nord par hydravions depuis la base d'hydravions d'Antibes. Mais, le 3 mars 1927, elle reprend par concession de l'État ces installations, l'exploitation de la ligne posant le problème du raccordement à son réseau nord-sud. Enclavé, la base d'Antibes ne pouvant être associée à un terrain d'aviation terrestre, est condamnée. Et c'est donc depuis Cannes que, le 1er mars 1928, elle inaugure une liaison par hydravion avec Marseille, permettant la correspondance avec Londres.
La réorganisation du transport aérien français, sous l'égide du ministre de l'Air, Pierre Cot, aboutit à la fusion de grandes sociétés, dont Air Union, donnant naissance à Air France, le 30 août 1933.

### Société de transports aériens rapides

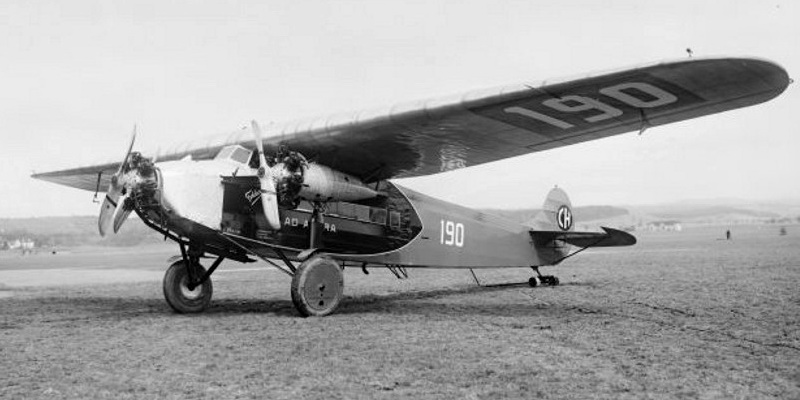
Fokker F-VII.

La Société de transports aériens rapides (STAR), est une compagnie aérienne créée en mai 1930 avec un capital de 1,5 million de francs, en tant que filiale de la société Nieuport-Delage, Gustave Delage en devenant directeur général, et Jean Denis d'Air Union comme chef pilote. Son objectif est de faire du transport à la demande et des liaisons rapides entre Paris et d'autres villes en France, dont les publications d'Hachette. En outre, des services réguliers sont inaugurés vers Genève et Lympne en Grande-Bretagne.
Entre juin et septembre 1930 elle acquiert 7 Nieuport-Delage Ni-D641 et 3 Fokker F.VIIa.
En 1930, André Auniac est l'agent de la compagnie dans son agence Auniac du 3 square Mérimée. Son implication dans la création de l'aéroport de Cannes - Mandelieu l'incite à faire ouvrir une liaison Paris – Cannes. Elle est inaugurée le 5 avril 1931 avec un service Paris – Dijon – Moirans – Cannes, le premier vol effectué avec un Fokker F.VIIa.
En juin 1931, il est envisagé un service postal aérien vers Paris utilisant les avions de la STAR faisant gagner beaucoup de temps par rapport à la solution via Marseille.
Malheureusement 1931 voit plusieurs accidents causant la perte d'un certain nombre de Ni-D 64 contribuant à la fin de la compagnie en fin août, au moment où des financements arrivent pour la ligne Paris – Cannes ! En particulier le 15 juillet vers 12 heures, le Nieuport-Delage, type 641, no 10, immatriculée F-AJRB s'écrase dans le brouillard, lors de son approche sud du col de Lus-la-Croix-Haute. Deux passagers trouvent la mort dans cet accident, ainsi que le pilote, Albert Bouthier, dont la cérémonie funéraire se tiendra à la chapelle Sain-Cassien. Sur les lieux de l'accident, un monument commémore la mémoire du pilote, et un autre celle de ses deux passagers.
La Société Air Union se met sur les rangs pour reprendre la STAR. Son directeur-général, M. Gaucher, se rend à Cannes, en octobre 1931 pour étudier les modalités de cette reprise avec la Municipalité proposant que le service Cannes-Grenoble-Dijon-Paris se transforme en service régulier Cannes-Lyon-Paris avec correspondance immédiate pour Londres.

### Air France

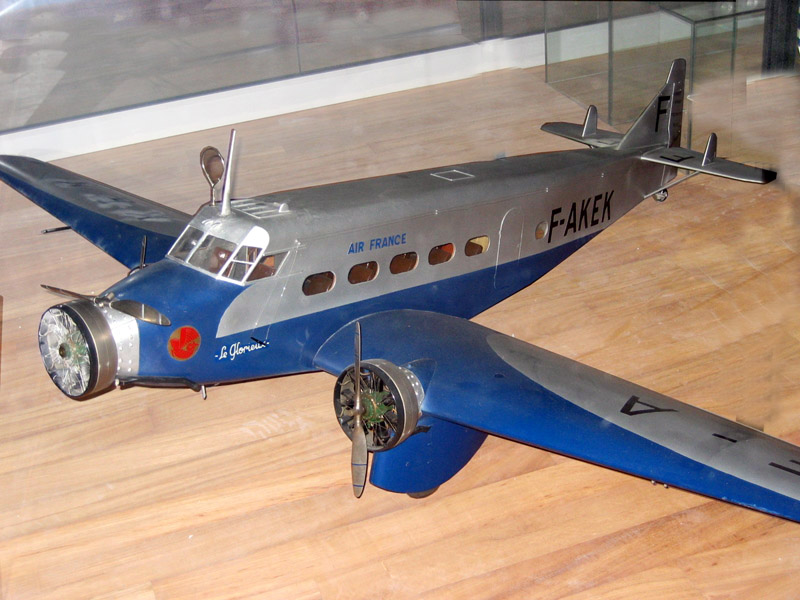
Maquette du Wibault 283 d'Air France.

Air France, fondée le 31 août 1933, reprend les lignes d'Air Union et sa liaison Paris-Lyon-Marseille et sa prolongation sur Cannes, avec un service quotidien dans les deux sens, sauf le dimanche, avec un départ de Paris à 11 h, l'arrivée à Cannes est à 15 h 45 ; et en sens inverse : Cannes 8 h 15 - Paris 13 h 10.
Le 26 septembre 1936, un sérieux accident va sonner le début du déclin du transport commercial sur l'aéroport de Cannes - Mandelieu, poussant à accélérer les travaux de construction de l'aéroport de Nice. Un trimoteur Fokker de huit places, pris dans des vents tourbillonnants à l'atterrissage le voit s'écraser en limite du terrain dans le lit du Béal. Le pilote, la radio, et les huit passagers, dont le secrétaire général de la Compagnie sont plus ou moins blessés. Le 16 novembre, Air France suspend la desserte de Marseille à Cannes, « espérant que les travaux devant être entrepris permettront de reprendre le service prochainement ».
L'interruption de trafic est de courte durée, reprenant le 20 mars 1937, et sa croissance rapide pour les passagers et le fret incite la compagnie à transférer les bureaux de sa succursale de Cannes dans les locaux plus vastes de l'ancien siège de la Lloyds Bank au no 2 de la place des îles. En 1938, la ligne Marseille-Cannes voit passer un trafic de 4 308 passagers la classant à la 8e place sur 25, équivalente à Paris-Amsterdam ou Marseille-Alger.
En juillet 1938, le chef pilote de la compagnie Darmon fait des essais d'envol et de prise de terrain avec le nouvel avion trimoteur à aile basse Wilbault-Penhoët, augurant de l'amélioration du confort et de la vitesse sur le trajet. Mais la Seconde Guerre mondiale, un an plus tard, stoppe tout trafic civil, qui ne s'en remettra pas à la libération, Nice prenant le relais.

## L'après-guerre
Malgré la création d'une piste de 1 100 mètres de long après la Seconde Guerre mondiale, la nécessité de construction d'un nouvel Aéroport sur la Côte d'Azur apparaît. En effet, les collines entourant l'aéroport de Cannes - Mandelieu ne permettent pas l'atterrissage des gros appareils, tels que des avions de transport.
L'aéroport est ainsi réservé au trafic national et international commercial non régulier, aux avions privés, aux IFR et aux VFR. Il comporte, en outre, un pôle aéronautique accueillant des entreprises du secteur aéronautiques, des écoles de pilotages et des hangars pour l'aviation légère et d'affaires.
Sont situés à l'aéroport de Cannes - Mandelieu : Aéro Club de la Côte d'Azur, Aéro Club Antibes Monaco, Air Riviera, Jet Azur, Riviera Plane Maintenance, SAF, Clean Jet Azur, Pilot Shop, Azur Hélicoptère, Heli Air Monaco, Cannes Aviation, Institut de Formation Aéronautique IFAERO, Azur Sky et autres.
Cannes Air Show se déroule sur le site de l'aéroport chaque année, au mois de juin.
L'aéroport a été administré jusqu'en 2008 par la chambre de commerce et d'industrie de Nice-Côte d'Azur à qui l'État l'avait concédé en 1956.
Cette concession a été transférée le 25 juillet 2008 à la société anonyme Aéroports de la Côte d'Azur (ACA), créée à cet effet le 28 décembre 2006. La société administre également l'aéroport de Nice-Côte d'Azur et a acquis 99,9 % des actions de la société Aéroport du Golfe de Saint-Tropez (AGST) le vendredi 26 juillet 2013.
Le 9 novembre 2016, à l’issue d’une procédure d’appel d’offres menée par l’Agence des Participations de l’État (APE), l’État a choisi Azzurra Aeroporti SpA comme acquéreur de la participation de 60 % qu’il détenait dans la société Aéroports de la Côte d'Azur. En 2017, le capital de la société ACA était détenu par le consortium franco-italien Azzura Aeroporti SpA (60 %), par la Chambre de commerce et d'industrie Nice Côte d'Azur (25 %), par le conseil régional de Provence-Alpes-Côte d'Azur (5 %), par le conseil général des Alpes-Maritimes (5 %) et par la métropole Nice Côte d'Azur (5 %).
Le président du directoire de la société est Dominique Thillaud.
L'aéroport de Cannes - Mandelieu est le deuxième aéroport exclusivement réservé à l'aviation d'affaires en France après l'aéroport de Paris-Le Bourget.

## Statistiques
| Année | Passagers | Mouvements commerciaux | Mouvements non commerciaux |
| ----- | --------- | ---------------------- | -------------------------- |
| 2024  | 9 893     | 8 217                  | 61 638                     |
| 2023  | 9 752     | 8 371                  | 61 612                     |
| 2022  | 11 082    | 10 370                 | 70 240                     |
| 2021  | 9 686     | 7 193                  | 63 965                     |
| 2020  | 6 246     | 5 941                  | 52 981                     |
| 2019  | 7 548     | 7 218                  | 64 640                     |
| 2018  | 7 071     | 7 039                  | 64 881                     |
| 2017  | 8 610     | 6 525                  | 66 661                     |
| 2016  | 7 615     | 6 562                  | 64 932                     |
| 2015  | 8 440     | 5 725                  | 63 487                     |
| 2014  | 9 538     | 5 561                  | 65 462                     |
| 2013  | 8 308     | 5 529                  | 57 562                     |
| 2012  | 7 838     | 6 451                  | 64 658                     |
| 2011  | 15 555    | 6 213                  | 64 797                     |
| 2010  | 17 078    | 6 864                  | 64 148                     |
| 2009  | 17 277    | 6 653                  | 64 893                     |
| 2008  | 20 247    | 8 047                  | 72 042                     |
| 2007  | 24 038    | 11 643                 | 69 633                     |
| 2006  | 20 082    | 9 795                  | 68 210                     |
| 2005  | 18 355    | 8 511                  | 66 064                     |
| 2004  | 15 267    | 7 352                  | 60 218                     |
| 2003  | 12 099    | 5 905                  | 60 661                     |
| 2002  | 8 973     | 3 976                  | 67 168                     |
| 2001  | 7 147     | 3 449                  | 69 989                     |
| 2000  | 9 925     | 3 184                  | 80 024                     |